# 杨金声
杨金声（？—1940年7月24日）籍贯不详，军统间谍，在抗日战争中被日本处死。

## 生平
杨金声生于1880年，河北省武强县杨家庄人，早年任察哈尔省会警察局的督察长。军统领导人马汉三经张季春的父亲张万善介绍，和时任察哈尔省会警察局的督察长杨金声结识，随后杨金声参加了马汉三任务。1937年七七事变后，张季春全家逃往北平。杨金声留在张家口，参加了日伪组织，先于1937年任察南自治政府财政厅长，后任蒙疆联合自治政府察南政厅财政厅长。军统局派杨金声担任军统察哈尔站站长。
1940年，因为军统华北组织遭到日军破获，军统察哈尔站站长的杨金声被逮捕。此后，他遭到日军残酷用刑，被挖眼割鼻。
1940年7月24日，经日伪方面的“军律会审法庭”宣判，蒙古军中的军统人员吴钧玉、阚毓华、李锦章等4人；军统察哈尔站站长杨金声、电台台长张世杰等2人；军统绥远站书记张抚之、电台台长张子文、外勤刘长荣、崔公睿，军统大同组组长张存仁等5人，共计11人被判处死刑，并于同日遭到枪决。
遇害日期应该是1940年6月24日，在1940年6月25日的伪“新民报”有报道。